# Fenestra orientalis
Fenestra orientalis är en insektsart som först beskrevs av Bruner, L. 1913.  Fenestra orientalis ingår i släktet Fenestra och familjen gräshoppor. Inga underarter finns listade i Catalogue of Life.